# Asfour
Asfour (anciennement Combes durant l'époque de l'Algérie française) est une commune de la wilaya d'El Tarf en Algérie.